# CSS Sumter
CSS Sumter (Корабль Конфедеративных Штатов «Са́мтер») — парусно-паровой вспомогательный крейсер времён Гражданской войны в США. Действовал на стороне Конфедеративных Штатов против торгового судоходства федералов. Первый из коммерческих рейдеров, оснащённых Конфедерацией в ходе войны.

## История
В апреле 1861 года коммандер Рафаэль Сэмс, только что зачисленный во флот Конфедерации, был направлен в Новый Орлеан, где должен был переоборудовать пароход Habana в коммерческий рейдер CSS Sumter. 3 июня рейдер прорвал блокаду Нового Орлеана, оторвавшись от федерального шлюпа USS Brooklyn. Выход из устья Миссисипи на океанский простор положил начало карьере одного из самых успешных рейдеров в морской истории. Во время шестимесячного плавания Sumter действовал против судоходства федералов в Карибском море и Атлантике, перехватив 18 судов противника. В январе 1862 года кораблю потребовался ремонт, и Сэмс решил увести рейдер в Гибралтар. Но вскоре после его прибытия порт был блокирован подоспевшими туда кораблями северян. Сэмс, видевший, что на сей раз прорвать блокаду нельзя, продал корабль британским хозяевам Гибралтара, и вместе с командой убыл в Англию, где позже получил известие о присвоении ему звания капитана.